# Hymn Kurdystanu
Ey Reqîb (ئهٔ ره‌قیب, Hej Nieprzyjacielu) – hymn narodowy Kurdów i oficjalny hymn Kurdyjskiego Okręgu Autonomicznego.
Pieśń napisał w 1938 kurdyjski poeta oraz aktywista polityczny Dildar, podczas pobytu w więzieniu. "Ey Reqîb" w tłumaczeniu dosłownym oznacza "Hej strażniku", co stanowi odniesienie do strażników więziennych w zakładzie karnym, w którym był przetrzymywany oraz torturowany Dildar.
Oryginalnie pieśń zapisana była w dialekcie sorani, śpiewana jest również w tym dialekcie oraz czasami w kurmandżi.
W 1946 pieśń została przyjęta jako hymn Republiki Mahabadzkiej. Została również oficjalnym hymnem irackiego Kurdyjskiego Regionu Autonomicznego.

## Tekst
ئهٔ ره‌قیب هه‌ر ماوه‌ قه‌ومی کوردزمان
نایشکێنێ دانه‌ری تۆپی زه‌مان.
که‌س نه‌ڵێ کورد مردوه‌، کورد زیندوه‌
زیندوه‌ قه‌ت نانه‌وێ ئاڵاکه‌مان
لاوی کورد هه‌ستایه‌ سه‌ر پێ وه‌ک دلێر
تا به‌ خوێن نه‌خشین ده‌کا تاجی ژیان
که‌س نه‌ڵێ کورد مردوه‌، کورد زیندوه‌
زیندوه‌ قه‌ت نانه‌وێ ئاڵاکه‌مان
ئێمه‌ رۆڵهٔ میدیا و که‌یخوسره‌وین
دینمان ئایینمان، هه‌ر کوردستان
که‌س نه‌ڵێ کورد مردوه‌، کورد زیندوه‌
زیندوه‌ قه‌ت نانه‌وێ ئاڵاکه‌مان
ئێمه‌ رۆڵهٔ ره‌نگی سوور و شۆڕشین
سه‌یریکه‌ خوێناویه‌ رابردوومان
که‌س نه‌لێ کورد مردوه‌، کورد زیندوه‌
زیندوه‌ قه‌ت نانه‌وێ ئاڵاکه‌مان
لاوی کورد حازر و ئاماده‌یه‌ 
گیان فیدانه‌ گیان فیدا هه‌ر گیان فیدا
که‌س نه‌ڵێ کورد مردوه‌، کورد زیندوه‌
زیندوه‌ قه‌ت نانه‌وێ ئالاکه‌مان.
Ey reqîb her maye qewmê Kurdî ziman
Naşike u danaye topên zeman
Kes neben Kurd dimirin, kurd jin diven
Jin dive qet nakeve, Ala Kurdan
Em xortên Medya u Keyxusrewin
Seyr bike xwîna diyan me da rijan
Kes neben Kurd dimirin, Kurd jin diven
Jin dive qet nakeve, Ala Kurdan
Em xortên renge sor u şorişin
De xwin nexşîn bikin taca cihan
Kes nebe Kurd dimirin, Kurd Jin diven
Jin dive nakeve, Ala Kurdan
Lawên Kurd rabûne ser pêyan wek şêran
Dîn iman u ayin îman Kurd u Kurdistan
Kes neben Kurd dimirin, Kurd jin diven
Jin dive qet nakeve, Ala Kurdan
Lawên Kurd tev hazir u amadene
Can fidane can fida tev can fida
Kes neben Kurd dimirin, Kurd jin diven
Jin dive qet nakeve, Ala Kurdan